# Мчинджи (округ)
Мчинджи — округ в Центральном регионе Малави. Столица — Мчинджи. Округ занимает площадь 3 356 км² и имеет население 324 941 человек. Экономика области поддерживается за счет дождевого земледелия.

## Правительство и административное деление
В районе 6 избирательных округов Национального собрания:
- Мчинджи — Восток
- Мчинджи — Север
- Мчинджи — Северо-Восток
- Мчинджи — Юг
- Мчинджи — Юго-Запад
- Мчинджи — Запад

После выборов в 2009 году все избирательные округа были под контролем Малавийской Партии Конгресса.